# سد سيدي شاهد
سد سيدي شاهد هو أحد السدود المائية على واد ميكس شمال المملكة المغربية. يتواجد سد سيدي شاهد شمال شرق مدينة مكناس، عمالة مكناس، جماعة سيدي عبد الله الخياط) و يضم حقينة مائية تقدر ب 2.800.000 متر مكعب.